# Легалин, Андрей Сергеевич
Андре́й Серге́евич Лега́лин (род. 12 августа 2000, Москва) — российский хоккеист, нападающий клуба Словацкой первой лиги «Скалица».

## Карьера
Андрей Легалин начал заниматься хоккеем в школе московского «Спартака». В юношеском возрасте принимал участие в серии международных турниров "World Selects Invitational". Являлся ассистентом капитана, а также капитаном юниорской команды «Спартака» в своей возрастной категории. Принимал участие в розыгрыше Кубка Федерации и Открытом чемпионате Москвы среди юношей. В 2016 году вызывался в состав юниорской сборной России для участие в международном турнире юношей 2000 года рождения, который проходил в шведском городе Транос. В апреле 2017 года подписал двусторонний контракт с родным клубом.
В сезоне 2017/2018 дебютировал на профессиональном уровне в составе «МХК Спартак». 13 февраля 2019 года дебютировал в Континентальной хоккейной лиге, в домашней игре против СКА, проведя на площадке 3 смены. Являлся капитаном МХК «Спартак» в сезоне 2020/2021.